# 1120-as busz
Az 1120-as jelzésű buszjárat December 15.-ei menetrendváltással megszűnt. Helyette a 705-ös buszjárat közlekedik. A járatot a Volánbusz üzemeltette. A viszonylatra a Volánbusz weboldalán online is lehetett jegyet vásárolni. Félig-meddig az 1134-es viszonylat betétjárata volt.

## Járművek
A vonalon a Volánbusz Credo Inovell 12 buszok közlekedtek. A Credo buszok egész nap közleketnek. A Credo buszok a Vodafonenak köszönhetően WIFI-vel rendelkeztek.

## Megállóhelyei
| 0 | Budapest, Népliget végállomás                 | 100 | 1, 1A 83 254E 607, 608, 626, 628, 629, 630, 631, 632, 633, 635, 636, 650, 653, 655, 656, 660, 661, 705 1080, 1081, 1085, 1087, 1090, 1092, 1094, 1110, 1111, 1113, 1115, 1121, 1125, 1131, 1134, 1136, 1173, 1174, 1175, 1176, 1177, 1183, 1184, 1185, 1188, 1190, 1193, 1194, 1201, 1202, 1205, 1212, 1216, 1229, 1240, 1244, 1251, 1253, 1254, 1257, 1268 |
| A szürke hátterű megállóhelyeken Dunaújváros felé csak felszállni, Budapest felé csak leszállni lehet. |                                               |     | |
| 10 | Budapest, Kelenföldi Erőmű                    | 90  | 33, 33A, 133E 1121, 1125, 1131, 1134 |
| 22 | Budapest, Lépcsős utca                        | 78  | 33, 114, 133E, 138, 150, 213, 214 [[Fájl:\|16px]] S40 S42 G43 G44 (Budatétény megállóhely) |
| 34 | Érd, autóbusz-állomás (↓) Érd, Kálvin tér (↑) | 66  | 700, 710, 712, 715, 720, 722, 733, 734, 735, 736, 738, 741, 742, 744, 745, 746, 755 1134 Érd alsó: S30 G30 Z30 S34 S35 S36 sebesvonat Érd felső: S40 G40 Z40 S42 Z42 G43 G44 |
| 43 | Százhalombatta, vasútállomás                  | 57  | 708, 710, 712, 715, 756 1134 S40 G40 Z40 S42 Z42 |
| 46 | Százhalombatta, DKV főkapu                    | 54  | 704 S40 S42 |
| 54 | Ercsi, Vásár tér                              | 46  | 704 |
| 56 | Ercsi, Dózsa György út                        | 44  | 704 1134 |
| 64 | Sinatelep, bejárati út                        | 36  | |
| 66 | Alsó-Sinatelep                                | 34  | |
| 70 | Iváncsai elágazás                             | 30  | |
| 73 | Adony, községháza                             | 27  | 1134 |
| 82 | 57-es kilométerkő                             | 18  | |
| 84 | Kulcsi elágazás                               | 16  | |
| 88 | Rácalmás, bejárati út                         | 12  | |
| 95 | Dunaújváros, Magyar utca                      | 5   | 5, 20, 23, 24, 25, 28, 29, 35 |
| 98 | Dunaújváros, Dózsa Mozi                       | 2   | 1121, 1125, 1131, 1134 2, 3, 5, 8, 11, 18, 20, 22, 23, 24, 25, 29, 32, 33, 35, 40, 45 |
| 100 | Dunaújváros, autóbusz-állomás végállomás      | 0   | 2, 4, 5, 8, 11, 18, 20, 22, 23, 24, 25, 27, 29, 32, 33, 35, 40, 44, 45 |